# Dverberg
Pour les articles homonymes, voir Myre.
Dverberg est une localité du comté de Nordland, en Norvège. Elle s'appelait auparavant Myre.

## Géographie
Administrativement, Dverberg fait partie de la kommune d'Andøy.

## Monuments
L'église de Dverberg (Dverberg kirke) est remarquable pour son plan octogonal et sa situation en bordure de la plage. L'édifice actuel en bois date de 1843. L'ancienne église de Dverberg datant du XVIe siècle, incendiée par la foudre en 1734, et reconstruite en 1750 était située 300 m au Nord.

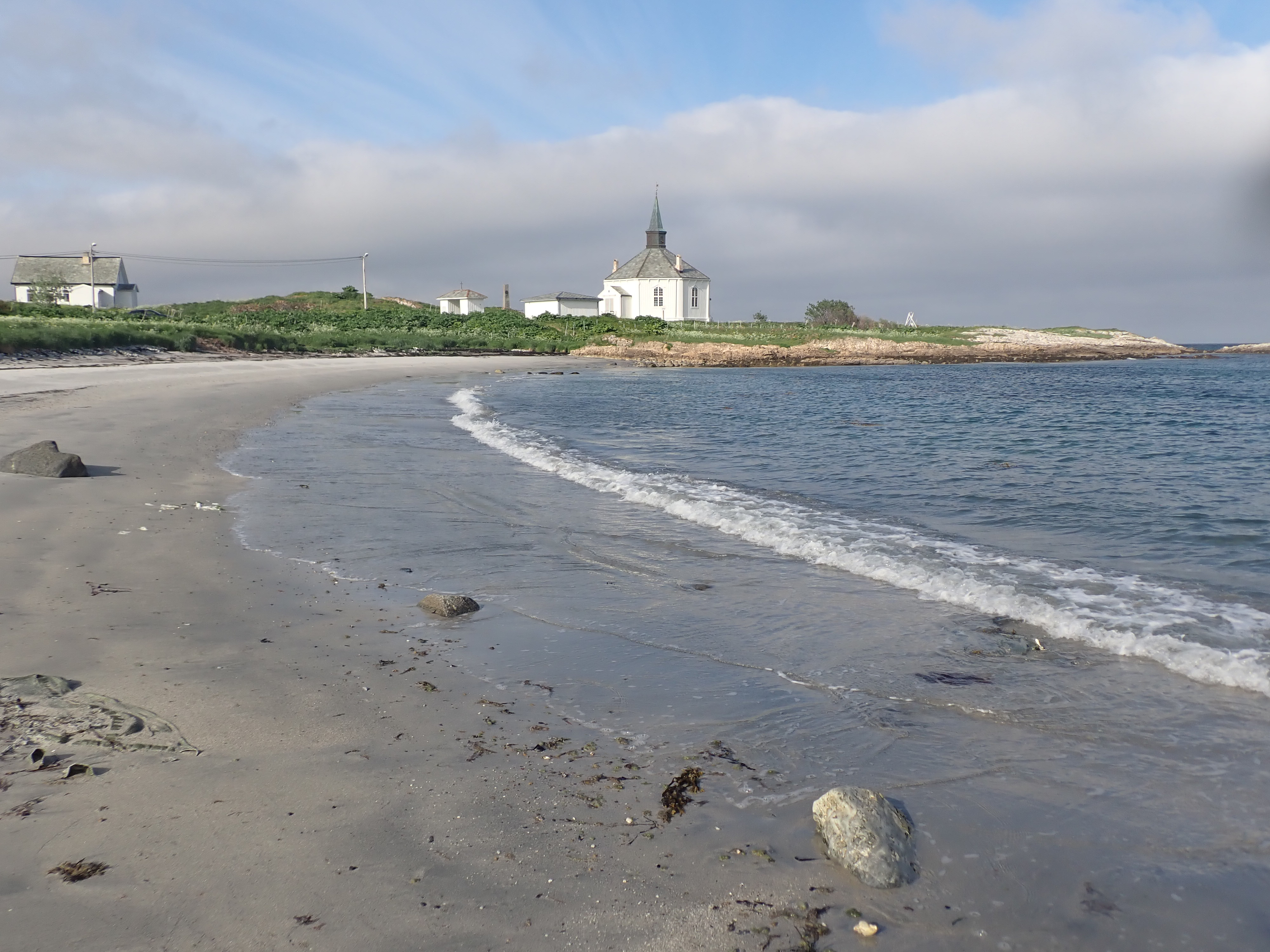
Site de l'église de Dverberg
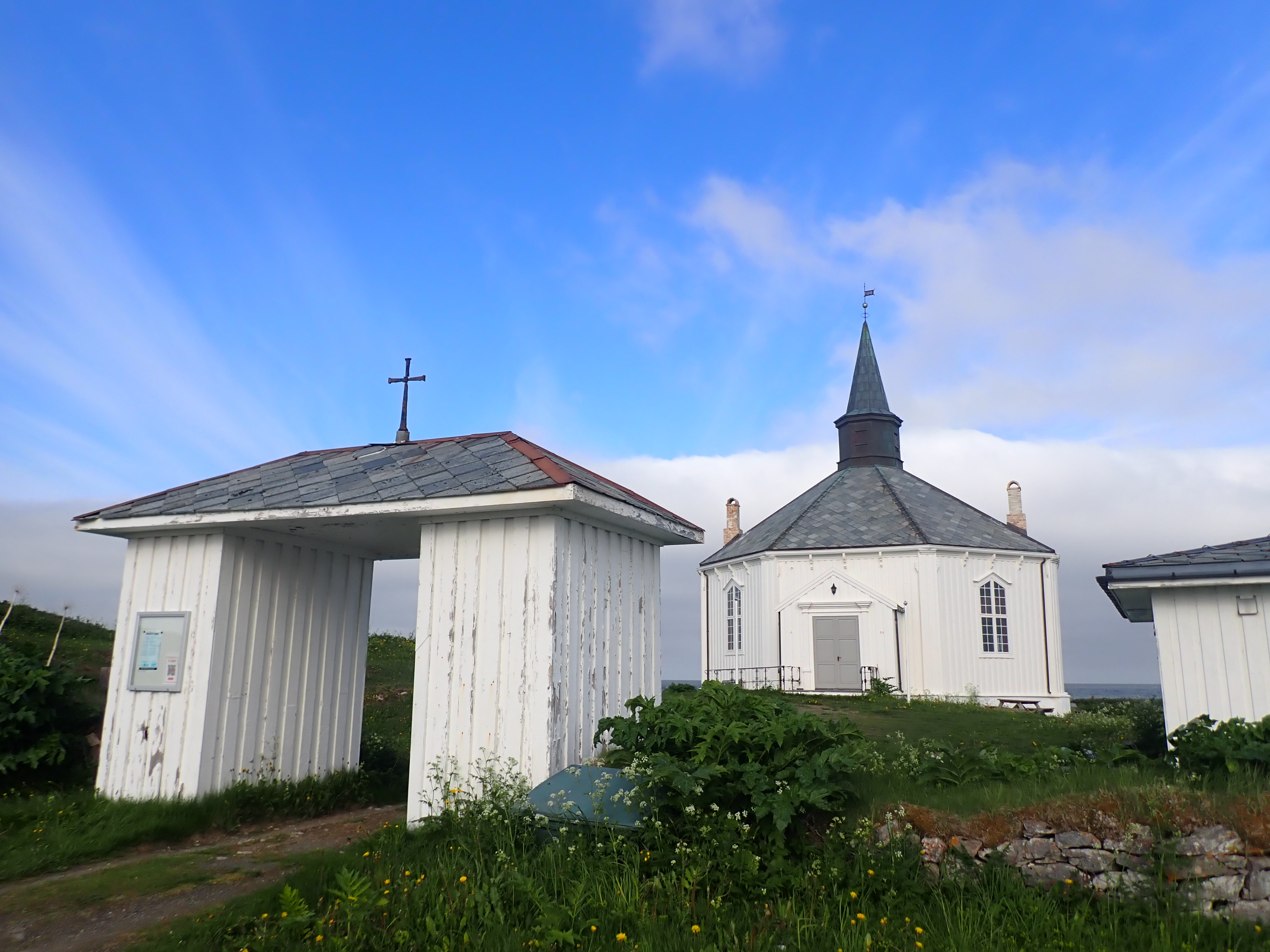
Porte d'entrée de l'enclos
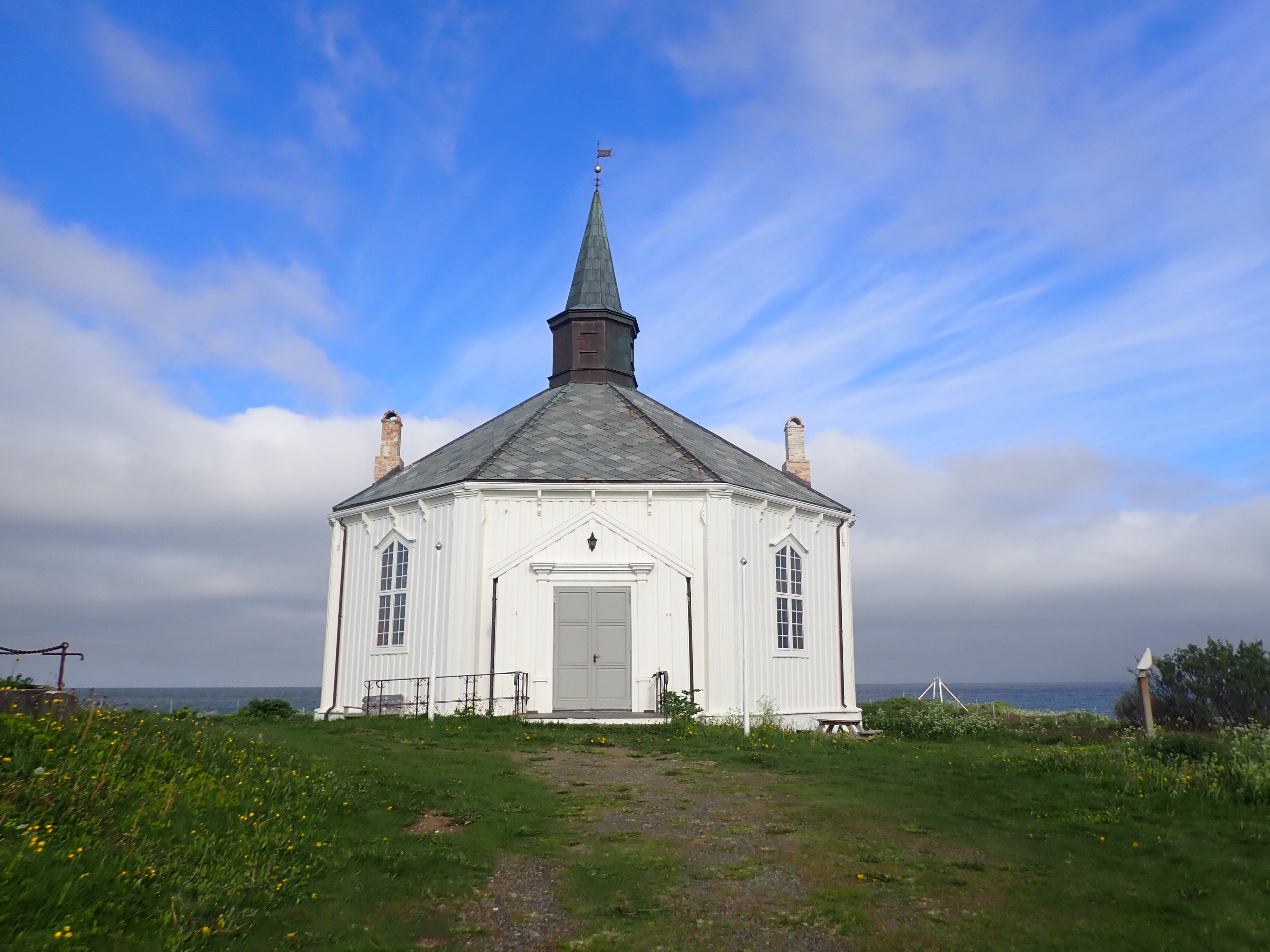
Façade de l'église